# Luigi Antonio Cantafora
Luigi Antonio Cantafora (ur. 10 kwietnia 1943 w Scandale, zm. 19 lipca 2025 w Crotone) – włoski duchowny katolicki, biskup Lamezia Terme w latach 2004–2019.

## Życiorys

### Prezbiterat
Święcenia kapłańskie otrzymał 19 lipca 1969 i został inkardynowany do diecezji Crotone. Po święceniach przez trzy lata pełnił urząd kanclerza kurii biskupiej, a w 1975 został proboszczem parafii św. Dominika w Crotone. Był także m.in. duszpasterzem diecezjalnym Grup Modlitwy św. o. Pio oraz sekretarzem komisji kurialnej ds. katechezy.

### Episkopat
24 stycznia 2004 papież Jan Paweł II mianował go biskupem diecezjalnym Lamezia Terme. Sakry biskupiej udzielił mu ówczesny nuncjusz we Włoszech - abp Paolo Romeo. 3 maja 2019 przeszedł na emeryturę.